# Desmond Askew
Desmond Askew (Londra, 17 dicembre 1972) è un attore britannico.

## Biografia
È apparso in film quali Go - Una notte da dimenticare (1999), Repli-Kate (2002), Le colline hanno gli occhi (2006) e Turistas (2006). Per quanto riguarda la televisione, ha recitato in serie come Grange Hill, Las Vegas, Streghe, la breve Then Came You e Roswell, serie quest'ultima nella quale ha recitato nel ruolo ricorrente di Brody Davis.
Desmond ha studiato alla scuola di teatro Sylvia Young Theatre School, ed attualmente recita nella serie commedia del 2009 Winston: An Informal Guide to Etiquette.

## Filmografia parziale

### Cinema
- Broad Street (Give My Regards to Broad Street), regia di Peter Webb (1984)
- Go - Una notte da dimenticare (Go), regia di Doug Liman (1999)
- Repli-Kate, regia di Frank Longo (2002)
- Le colline hanno gli occhi (The Hills Have Eyes), regia di Alexandre Aja (2006)
- Turistas, regia di John Stockwell (2006)

### Televisione
- Digital Dreams, regia di Robert Dornhelm – film TV (1983)
- Pulaski – serie TV (1987)
- La vera storia di Jack lo Squartatore (Jack the Ripper), regia di David Wickes – miniserie TV (1988)
- NCIS - Unità anticrimine (NCIS) – serie TV, episodio 14x15 (2017)

## Doppiatori italiani
Nelle versioni in italiano delle opere in cui ha recitato, Desmond Askew è stato doppiato da:
- Roberto Gammino in Go - Una notte da dimenticare, Turistas
- Corrado Conforti in Repli-Kate
- Gianluca Machelli in Le colline hanno gli occhi
- Francesco Meoni in NCIS - Unità anticrimine